# Dariusz Ćwikowski
Dariusz Ćwikowski (ur. 24 sierpnia 1952 w Żyrardowie) – polski zapaśnik i trener zapasów.
Walczył w stylu wolnym. Na mistrzostwach Europy w 1975 w Ludwigshafen am Rhein zajął 6. miejsce w kategorii do 68 kg, a na mistrzostwach Europy w 1978 w Sofii wywalczył brązowy medal w tej samej kategorii wagowej.
Był mistrzem Polski w stylu wolnym w wadze do 68 kg w 1974, 1975 i 1976, wicemistrzem w 1977 oraz brązowym medalistą w 1979 i 1980.
Ukończył AWF w Warszawie w 1975. Potem pracował jako trener zapasów. W latach 1992–1995 był trenerem kadry narodowej Polski w stylu wolnym.